# Batalla de Santa María (México)
La Batalla de Santa María, librada los días 26 y 27 de junio de 1913 en la hacienda del mismo nombre, municipio de Guaymas. El general Álvaro Obregón con las fuerzas constitucionalistas del Estado de Sonora derrotó completamente a una división de tropas huertistas comandada por el general Pedro Ojeda, salió de Guaymas a atacar al primero que amenazaba el puerto, y efectuó una desastrosa retirada en dirección a su base. Los federales perdieron 300 hombres, 9 cañones, 5 ametralladoras, 530 rifles, 190,000 cartuchos, 25 carros de transporte y muchos otros objetos. Según el parte oficial del general Obregón los revolucionarios tuvieron 27 muertos y 30 heridos. La llegada de los dispersos a Guaymas llevó el pánico a toda la población y a la misma guarnición. Fue necesaria la energía inflexible del prefecto Miguel Moreno Cruz para levantar la moral quebrantada de todos y procedió a poner la plaza en estado de defensa. Cuando arribó el general Ojeda la situación había cambiado y los huertistas se encontraban en condiciones de resistir a las tropas revolucionarias. Desde esta fecha los defensores del puerto de Guaymas no volvieron a intentar ninguna salida en un año que duró el asedio.

## El papel de los Yaquis en la Batalla de Santa María
En 1913, antes de que se desatara la batalla, Adolfo de la Huerta mandó a un comisionado a hablar con integrantes del pueblo Yaqui, el motivo de la visita de este comisionado era convencer a los Yaquis de que se unieran a ellos. Después de un diálogo entre los ocho gobernadores de los ocho pueblos Yaquis se decidió recibir y conversar con Huerta y su gente. Posteriormente, De la Huerta y sus acompañantes se dirigieron a la sierra donde se encontraban y esperaban los líderes de la comunidad Yaqui. Luego del recibimiento, los saludos y las pláticas entre ambos grupos; bajaron los Yaquis con  Felipe Sierra Sibalaume, el comandante que los dirigía, con ellos venía Adolfo de la Huerta; habían llegado a un acuerdo. El anuncio posterior a esta reunión fue que los Yaquis pactaron brindar su apoyo a Huerta en cualquier batalla que se presentara; la primera vez que intervienen es en la Batalla de Santa María.
En esta Batalla de Santa María cuando atacaban a Alvarado, que "defendía cierto lugar de la hacienda de Santa María,  habiéndose parapetado en una especie de presa para riego donde se defendía con ochocientos hombres del ataque de cuatro mil federales". Los Yaquis recibieron el aviso por parte de un capitán, gracias a esto pudieron atacar por la retaguardia del enemigo, lograron derrotarlo; le quitaron sus armas para llevárselas a la sierra. Así fue que en esta batalla, como en muchas otras, la intervención de los Yaquis fue decisiva para el resultado de dichos conflictos. A este pueblo se le admira por su valentía, por nunca arrodillarse ante aquellos que a lo largo de la historia les han hecho daño. Siempre han sido un pueblo de lucha, que pelea por sus derechos y exige respeto.